# Прогаль
Прогаль — деревня в Горском сельском поселении Тихвинского района Ленинградской области.

## История
Деревня Прогаль упоминается на карте западной части России Ф. Ф. Шуберта 1844 года.

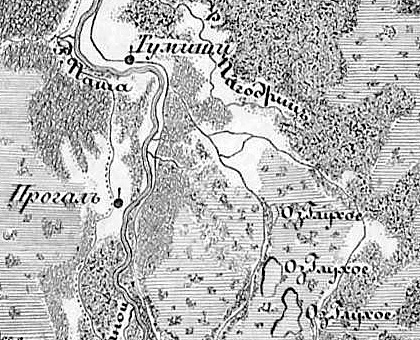
Деревня Прогаль на карте Новгородской губернии 1847 года

ПРОГАЛЬ — деревня Прогальского общества Пашекожельского прихода. Река Паша.

Крестьянских дворов — 14. Строений — 43, в том числе жилых — 32.

Число жителей по семейным спискам 1879 г.: 42 м. п., 45 ж. п.; по приходским сведениям 1879 г.: 40 м. п., 46 ж. п.

Центрального статистического комитета описывал её так:

ПРОГОЛЬ — деревня бывшая государственная, дворов — 25, жителей — 85; Часовня, обывательская станция. (1885 год)

В конце XIX века деревня административно относилась к Новинской волости 2-го стана, в начале XX века к Новинской волости 1-го земского участка 1-го стана Тихвинского уезда Новгородской губернии.

ПРОГАЛЬ — деревня Прогальского земского общества при реке Паша, число дворов — 25, число домов — 35, число жителей: 70 м п., 79 ж. п.;
 Занятие жителей — земледелие и лесные заработки. (1910 год)

С 1917 по 1918 год деревня входила в состав Новинской волости Тихвинского уезда Новгородской губернии. 
С 1918 года в составе Череповецкой губернии.
С 1924 года в составе Прогальской волости.
С 1927 года в составе Городокского сельсовета Тихвинского района.
В 1928 году население деревни Прогаль составляло 158 человек.
Согласно карте Ленинградской области Северо-западного аэрогеодезического треста ГГУ издания 1932 года деревня насчитывала 17 крестьянских дворов. В деревне находилась часовня.
По данным 1933 года деревня Прогаль входила в состав Городокского сельсовета Тихвинского района.
В 1958 году население деревни Прогаль составляло 67 человек.
По данным 1966 и 1973 годов деревня Прогаль также входила в состав Городокского сельсовета.
По данным 1990 года деревня Прогаль входила в состав Горского сельсовета.
В 1997 году в деревне Прогаль Горской волости проживали 14 человек, в 2002 году — 11 человек (все русские).
В 2007 году в деревне Прогаль Горского СП — 8 человек.

## География
Деревня расположена в восточной части района на автодороге 41К-021 (Паша — Часовенское — Кайвакса).
Расстояние до административного центра поселения — 16 км.
Расстояние до ближайшей железнодорожной станции Тихвин — 40 км.
Деревня находится на левом берегу реки Паша и восточном крае болота Соколий Мох.

## Демография
| 2007 | 2010 | 2017 |
| ---- | ---- | ---- |
| 8    | ↘7   | ↗12  |

### Национальный состав
Согласно данным Всероссийской переписи населения 2021 года в деревне проживали 12 человек, из них:
 русские — 11, один человек национальность не указал.

## Улицы
Прибрежная, Центральная.